# 돌아온 백구
돌아온 백구는 1993년에 대전으로 팔려갔다가 7개월 만에 약 300km의 거리를 되돌아 진도로 돌아온 진돗개를 가리킨다. 이 이야기는 진돗개의 충성심과 귀소성(歸巢性)을 잘 보여주는 일화로 많은 사람들의 입에 오르내렸다.
백구는 1988년 전라남도 진도군 의신면 돈지리에서 박복단 할머니 집에서 태어났다. 1993년 3월 대전의 애견가에게 팔려갔으나 원래 주인을 그리워하여 목에 매인 줄을 끊고 먼 길을 헤매서 결국 1993년 10월, 진도로 돌아왔다.
당시엔 원래 주인의 집에 돌아왔을 때는 오랜 여행 탓에 심하게 말라 있었으나 이후 가족의 정성스러운 보살핌으로 기력을 회복하였다. 백구는 원래 가족들과 살다가 12살이 되던 해인 2000년 2월에 사망했다.
이 이야기가 유명해지면서 백구를 모델로 한 광고가 만들어지기도 했고, 백구의 이야기를 주제로 한 동화(《돌아온 진돗개 백구》), 애니메이션(《하얀마음 백구》, SBS 방영), 게임(《하얀마음 백구》, 《하얀마음 백구 2》, 《하얀마음 백구 3》)도 만들어졌다.
그러나 이 일화는 거짓이 섞여 있다. 당시 취재를 나갔던 기자의 고백에 따르면 백구는 대전으로 팔려간 것이 아니라 원 주인인 할머니가 보신탕업자에게 팔았고 팔려가는 과정에서 탈출해 돌아온 것이라고 한다. 따라서 대전 사람에게 팔려갔다는 것은 기자의 과장보도이다. 또한 이 개는 진도군에서 인증한 진돗개 순종이 아니라 잡종이라고 한다.
진도군은 돌아온 백구를 기리기 위해 2004년 11월 돈지마을에 '돌아온 백구상'을 만들었다. 2009년 8월 29일에는 돈지마을에 〈돌아온 백구〉 시비가 세워졌다. 

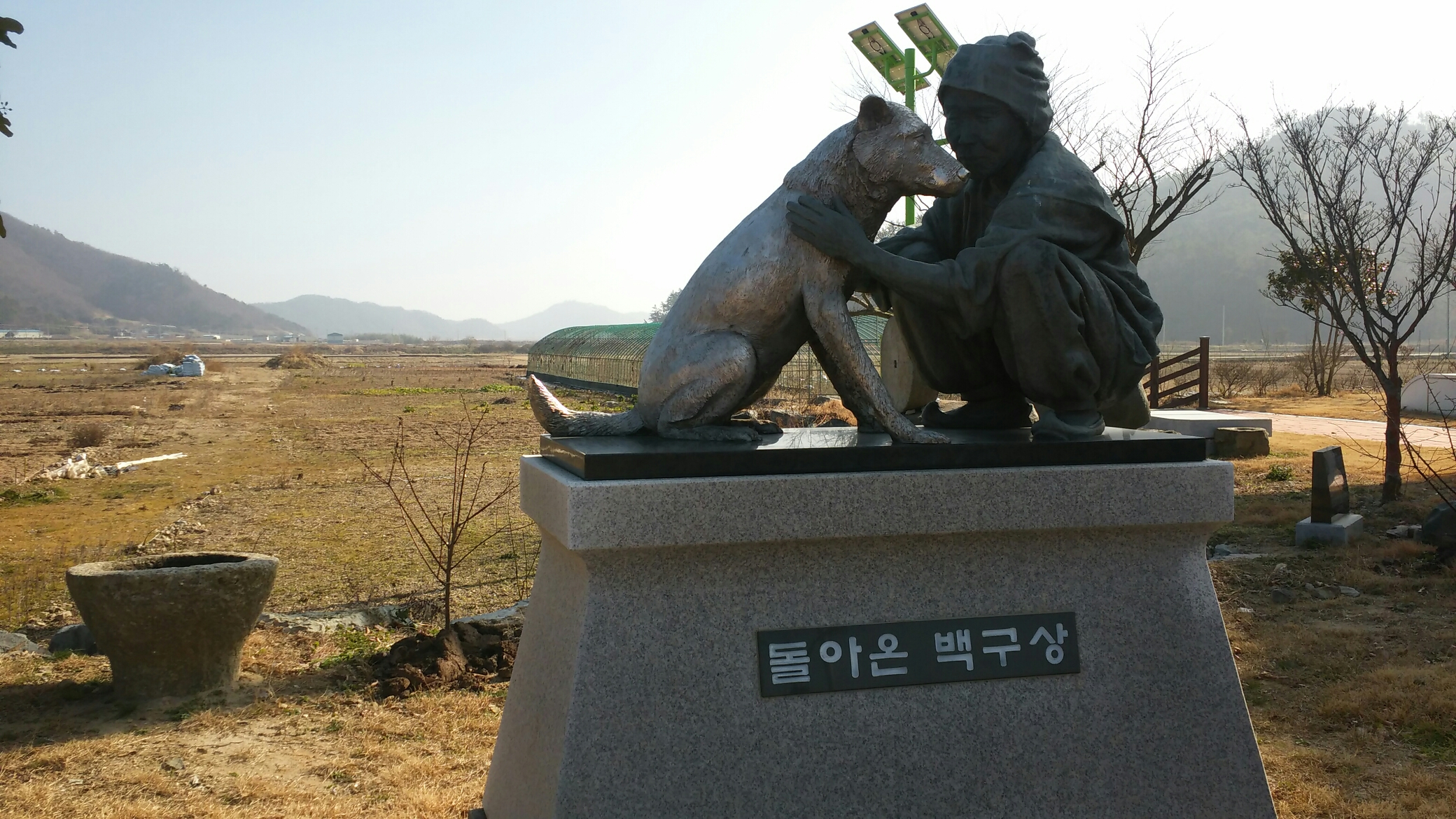
진도군에 위치한 '돌아온 백구상'

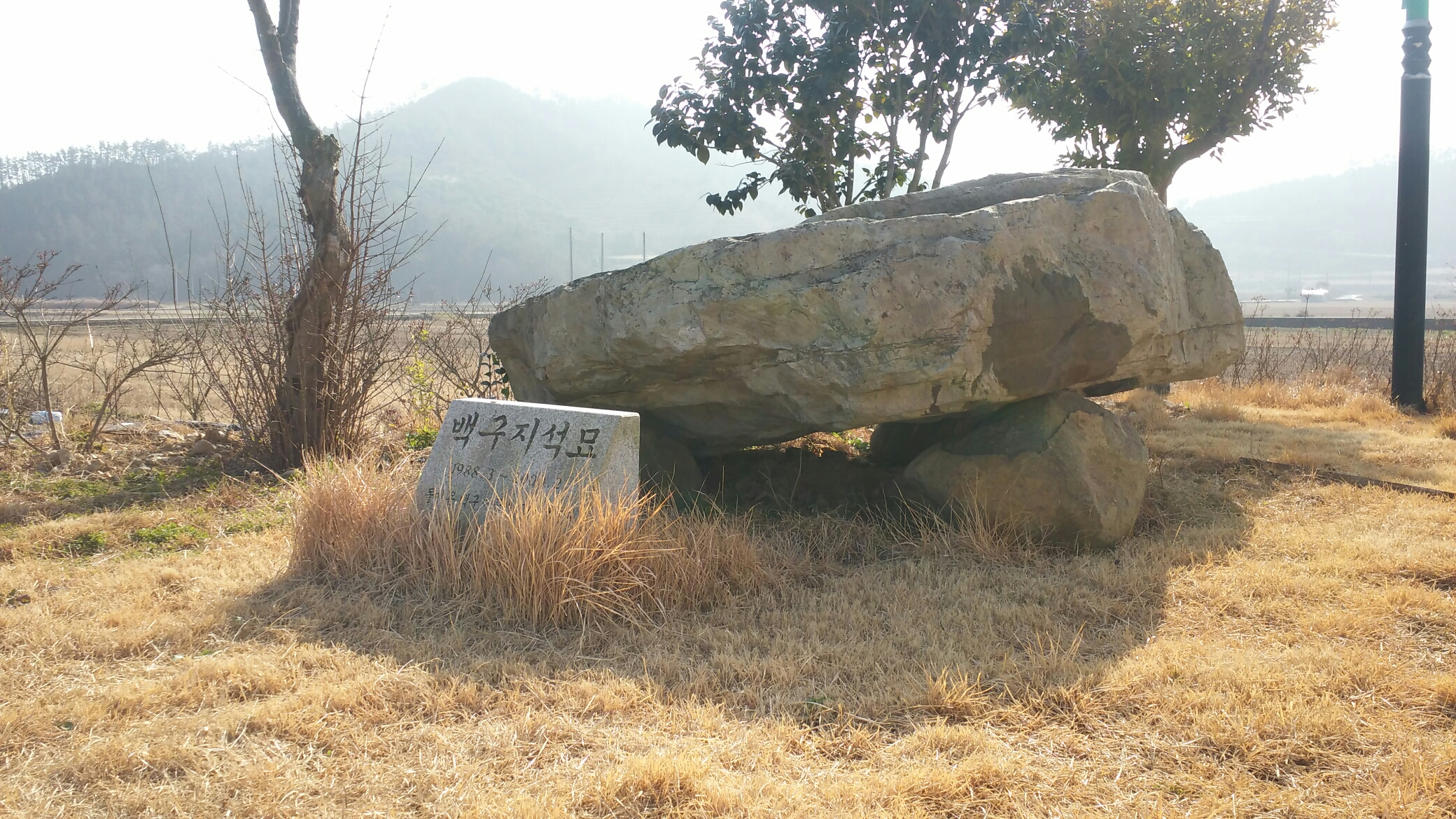
진도군에 위치한 '돌아온 백구' 지석묘로, "1988.3 ~ 2000.2. 돌아온 백구 이곳에 고이 잠들다."라고 써져있다.

한편, 박복단 할머니는 2010년 12월 30일 향년 94세의 나이로 사망했다.

## 돌아온 백구 기념비 현지 안내문
한번 주인이면 평생주인 진돗개 백구
이 비의 주인공(백구)는 천연기념물 제 53호(세계명견 334호)인 진도개의 충성심과 귀소본능의 품성을 전형적으로 보여준 충견입니다.
1988년 진도군 의신면 돈지리 박복단할머니의 집에서 태어나 다섯살이 되던 1993년 3월 대전으로 팔려갔으나, 할머니와 손자 손녀의 따사로운 정을 잊지 못하여 목에 메인 줄을 끊고 도망쳐 300여km의 거리를 주인을 찾아 헤메다 1993년 10월 한밤중에 옛 주인인 할머니의 품으로 돌아왔습니다.
백구는 할머니의 사랑과 보살핌 속에 행복하게 지내다 2000년 2월 열세살의 나이로 주인의 품에서 차마 잠기지 않는 눈을 감았습니다.
의신면 돈지 마을에서는 충견(백구)의 품성을 높이 기려 자라나는 새싹들의 교육의 땅으로 삼고자 동네 사람들의 뜻을 모아 이 비를 세웁니다.
서기 2002년 11월 3일